# Joachim von Preußen

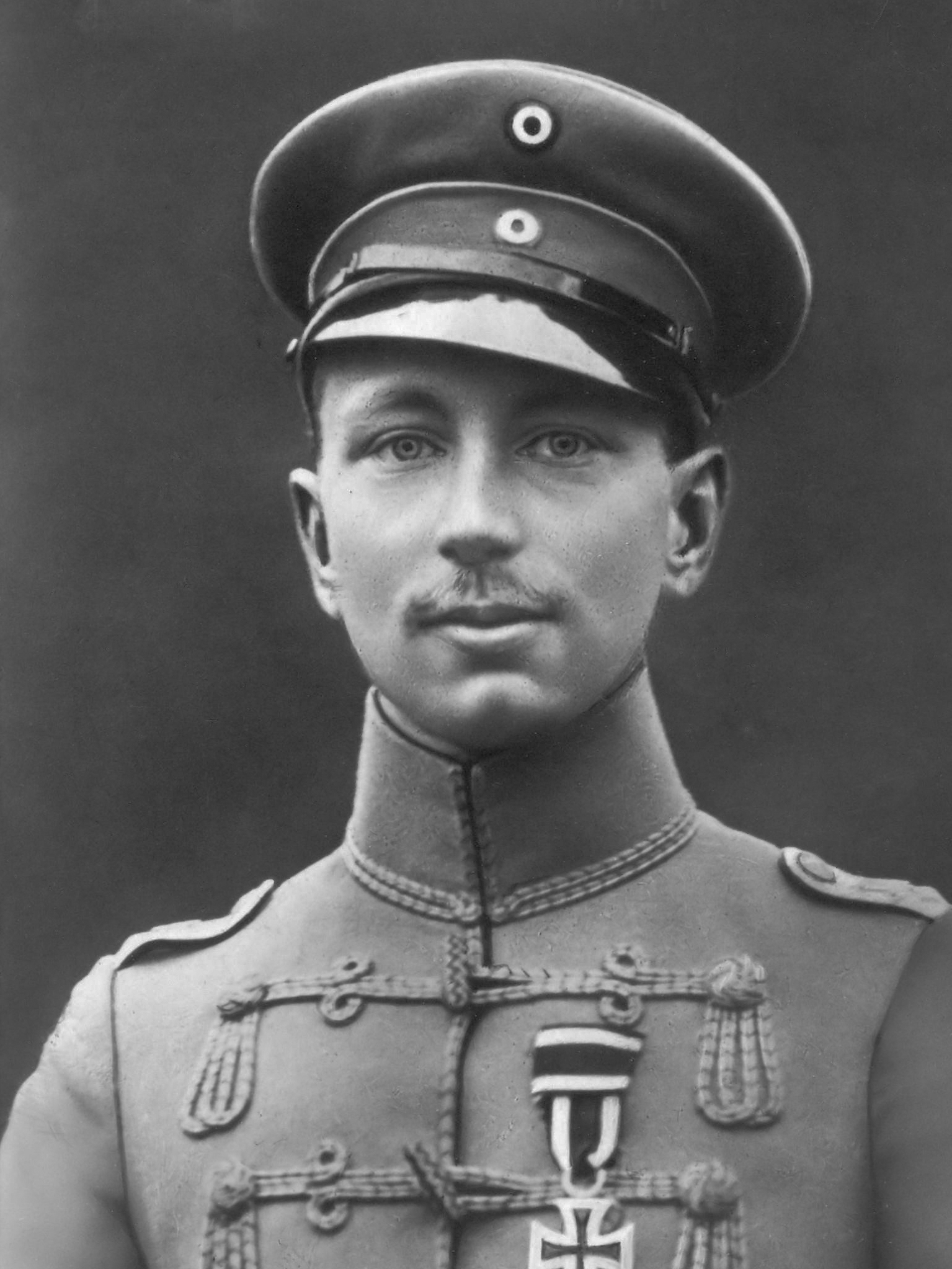
Prinz Joachim von Preußen, 1915, als Rittmeister, dekoriert mit dem Eisernen Kreuz I. Klasse.

Joachim Franz Humbert Prinz von Preußen (* 17. Dezember 1890 in Berlin; † 18. Juli 1920 in Potsdam) war der sechste Sohn des deutschen Kaiserpaares Wilhelm II. und Auguste Viktoria.

## Leben

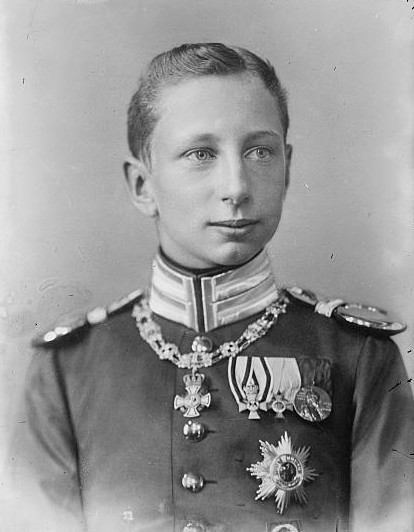
Joachim in Uniform, 1905, mit der Collane des Königlichen Hausorden von Hohenzollern und dem Bruststern des Schwarzen Adlerordens.

Prinz Joachim kam als sechster Sohn des Deutschen Kaisers Wilhelm II. und dessen Gemahlin Auguste Viktoria im Berliner Schloss zur Welt. Seine Kindheit und Jugend verbrachte er mit seinen Geschwistern im Potsdamer Neuen Palais, seine Schulzeit verbrachte er, wie auch seine Brüder, im Plöner Prinzenhaus. Er trat nach seiner militärischen Ausbildung 1911 in das 1. Garde-Regiment zu Fuß ein. Bereits 1903 hatte die Hamburger Reederei Hapag den nach ihm benannten Postdampfer Prinz Joachim in Dienst gestellt.
Zu Beginn des Ersten Weltkriegs wurde Joachim in der Schlacht an den Masurischen Seen als Rittmeister durch einen Schuss in den Oberschenkel verwundet. Am 11. März 1916 heiratete er Prinzessin Marie Auguste von Anhalt, die Tochter des nachmaligen regierenden Herzogs Eduard von Anhalt. Diese Ehe verlief jedoch von Anfang an nicht glücklich. Joachim war eigentlich in Fürstin Elisabeth von Urach, die Tochter Herzog Wilhelm Karls von Urach, verliebt gewesen, aber der Konfessionsunterschied hatte eine Heirat verhindert. Der Prinz machte seine streng evangelische Mutter dafür verantwortlich, dass die Ehe nicht zustande gekommen war, und warf ihr vor, sein „Lebensglück“ zerstört zu haben.
Joachim und Marie Auguste hatten seit Dezember 1916 den Sohn Karl Franz Joseph von Preußen (1916–1975). Dieser heiratete später Henriette Prinzessin von Schoenaich-Carolath (1918–1972), eine Tochter des Prinzen Johann Georg von Schoenaich-Carolath und der Hermine Prinzessin Reuß, der späteren zweiten Ehefrau Wilhelms II.
Im Mai 1918 wurde Prinz Joachim vom Psychiater Robert Eugen Gaupp untersucht. Dieser schrieb, der Prinz überstürze sich beim Sprechen, zeige blitzartige Zuckungen im Gesicht, sei seelisch und sexuell enorm erregbar und neige zu heftigen Zornesausbrüchen, in denen die Selbstbeherrschung offenbar ganz verloren gehe. Sein Handeln sei von augenblicklichen Impulsen bestimmt, sein „hochentwickeltes Selbstwertgefühl“ lasse ihn jeden Widerstand, den er bei der Verfolgung seiner leidenschaftlichen Wünsche erfahre, als unberechtigte Kränkung empfinden, auf die er mit Ausbrüchen des Zorns reagiere. In seinem Gutachten kam Gaupp zu dem Schluss, Prinz Joachim sei psychisch unheilbar krank und sein Gesamtzustand weise auf eine „angeborene abnorme Anlage“ hin.
Als seine Frau ihn mit einem Hochstapler betrog, bat Prinz Joachim seinen Vater im niederländischen Exil um die Erlaubnis, die Scheidung einzureichen. Dies verstieß aber gegen das interne, hauseigene Gesetz, weshalb der Ex-Kaiser ablehnte. Daraufhin nahm sich Joachim von Preußen, der bereits zuvor unter erheblichen psychischen Problemen gelitten hatte, das Leben: Am 17. Juli 1920 besuchte er ein Fest, das sein Cousin Friedrich Sigismund von Preußen im Schloss Glienicke gab. Nach der Rückkehr in die Villa Liegnitz, die im Besitz der Hohenzollern geblieben war, versuchte Joachim von Preußen, sich mit einem Armeerevolver zu erschießen. Schwerverletzt wurde er von seinem Bruder August Wilhelm gefunden und sofort in das nahe St. Joseph Krankenhaus gebracht. Dort starb er einen Tag später am 18. Juli 1920.
Prinz Joachim wurde zunächst in der Friedenskirche Potsdam beigesetzt. Im Jahr 1931 wurde der Sarg in den Antikentempel im Schlosspark Sanssouci überführt. In dem für die Öffentlichkeit nicht zugänglichen Ort ruht der Prinz an der Seite seiner 1921 verstorbenen Mutter und weiterer Angehöriger Wilhelms II.

## Vorfahren
| Ahnentafel Joachim Prinz von Preußen  | Ahnentafel Joachim Prinz von Preußen                                                                              | Ahnentafel Joachim Prinz von Preußen                                                                              | Ahnentafel Joachim Prinz von Preußen                                                                              | Ahnentafel Joachim Prinz von Preußen                                                                              | Ahnentafel Joachim Prinz von Preußen                                                                                          | Ahnentafel Joachim Prinz von Preußen                                                                                          | Ahnentafel Joachim Prinz von Preußen                                                                              | Ahnentafel Joachim Prinz von Preußen                                                                              |
| ------------------------------------- | --- | --- | --- | --- | --- | --- | --- | --- |
| Urgroßeltern                          | Wilhelm I. von Preußen (1797–1888) ⚭ Augusta von Sachsen-Weimar-Eisenach (1811–1890)                              | Wilhelm I. von Preußen (1797–1888) ⚭ Augusta von Sachsen-Weimar-Eisenach (1811–1890)                              | Albert von Sachsen-Coburg und Gotha (1819–1861) ⚭ Victoria von Großbritannien und Irland (1819–1901)              | Albert von Sachsen-Coburg und Gotha (1819–1861) ⚭ Victoria von Großbritannien und Irland (1819–1901)              | Christian August von Schleswig-Holstein-Sonderburg-Augustenburg (1798–1869) ⚭ Luise Sophie von Danneskjold-Samsøe (1796–1867) | Christian August von Schleswig-Holstein-Sonderburg-Augustenburg (1798–1869) ⚭ Luise Sophie von Danneskjold-Samsøe (1796–1867) | Ernst I. zu Hohenlohe-Langenburg (1794–1860) ⚭ Feodora zu Leiningen (1807–1872)                                   | Ernst I. zu Hohenlohe-Langenburg (1794–1860) ⚭ Feodora zu Leiningen (1807–1872)                                   |
| Großeltern                            | Friedrich III. von Preußen (1831–1888) ⚭ Victoria von Großbritannien und Irland (1840–1901)                       | Friedrich III. von Preußen (1831–1888) ⚭ Victoria von Großbritannien und Irland (1840–1901)                       | Friedrich III. von Preußen (1831–1888) ⚭ Victoria von Großbritannien und Irland (1840–1901)                       | Friedrich III. von Preußen (1831–1888) ⚭ Victoria von Großbritannien und Irland (1840–1901)                       | Friedrich VIII. von Schleswig-Holstein (1829–1880) ⚭ Adelheid zu Hohenlohe-Langenburg (1835–1900)                             | Friedrich VIII. von Schleswig-Holstein (1829–1880) ⚭ Adelheid zu Hohenlohe-Langenburg (1835–1900)                             | Friedrich VIII. von Schleswig-Holstein (1829–1880) ⚭ Adelheid zu Hohenlohe-Langenburg (1835–1900)                 | Friedrich VIII. von Schleswig-Holstein (1829–1880) ⚭ Adelheid zu Hohenlohe-Langenburg (1835–1900)                 |
| Eltern                                | Wilhelm II. von Preußen (1859–1941) ⚭ Auguste Viktoria von Schleswig-Holstein-Sonderburg-Augustenburg (1858–1921) | Wilhelm II. von Preußen (1859–1941) ⚭ Auguste Viktoria von Schleswig-Holstein-Sonderburg-Augustenburg (1858–1921) | Wilhelm II. von Preußen (1859–1941) ⚭ Auguste Viktoria von Schleswig-Holstein-Sonderburg-Augustenburg (1858–1921) | Wilhelm II. von Preußen (1859–1941) ⚭ Auguste Viktoria von Schleswig-Holstein-Sonderburg-Augustenburg (1858–1921) | Wilhelm II. von Preußen (1859–1941) ⚭ Auguste Viktoria von Schleswig-Holstein-Sonderburg-Augustenburg (1858–1921)             | Wilhelm II. von Preußen (1859–1941) ⚭ Auguste Viktoria von Schleswig-Holstein-Sonderburg-Augustenburg (1858–1921)             | Wilhelm II. von Preußen (1859–1941) ⚭ Auguste Viktoria von Schleswig-Holstein-Sonderburg-Augustenburg (1858–1921) | Wilhelm II. von Preußen (1859–1941) ⚭ Auguste Viktoria von Schleswig-Holstein-Sonderburg-Augustenburg (1858–1921) |
| Joachim Prinz von Preußen (1890–1920) | | | | | | | | |